# گرهارد شلر
گرهارد شلر (انگلیسی: Gerhard Scheller؛ زادهٔ ۱۹ اکتبر ۱۹۵۸) دوچرخه‌سوار اهل آلمان است.